# Bob Welch (hudebník)
Bob Welch (31. července 1946 Los Angeles, Kalifornie, USA – 7. června 2012 Antioch, Tennessee, USA) byl americký kytarista a zpěvák. V letech 1964–1969 hrál se skupinou Seven Souls, později byl krátce členem skupiny Head West. V letech 1971–1974 byl zpěvákem britské skupiny Fleetwood Mac. Později byl členem skupiny Paris. Od druhé poloviny sedmdesátých let se věnoval sólové kariéře.